# Damian Williams
Damian Williams (Dallas, 26 maggio 1988) è un giocatore di football americano statunitense che gioca nel ruolo di wide receiver per i Miami Dolphins della National Football League (NFL).
Fu scelto nel corso del terzo giro (77º assoluto) del Draft NFL 2010 dai Tennessee Titans. Al college ha giocato a football all'Università dell'Arkansas (2006) e alla University of Southern California (2007-2009)

## Carriera professionistica

### Tennessee Titans
Smith fu scelto nel corso del terzo giro del Draft NFL 2010 dai Tennessee Titans. Nella sua stagione da rookie ricevette 219 yard disputando tutte le 16 partite. La prima gara come titolare in carriera la disputò contro i Cleveland Browns il 2 ottobre 2011, dopo l'infortunio di Kenny Britt. In quella gara segnò il suo primo passaggio da touchdown su un passaggio di Matt Hasselbeck. La sua seconda annata si concluse con 15 presenze, 13 come titolare, con 592 yard ricevute e 5 touchdown. Nel 2012, Williams perse il posto di wide receiver titolare, ricevendo 324 yard senza segnare alcun touchdown.

### Miami Dolphins
Il 10 aprile 2014, Williams firmò un contratto annuale coi Miami Dolphins.

## Statistiche
| Partite totali      | 54    |
| Partite da titolare | 17    |
| Ricezioni           | 106   |
| Yard ricevute       | 1.313 |
| Touchdown           | 5     |

Statistiche aggiornate alla stagione 2013